# Gruppo Strum
Gruppo Strum war ein 1963 in Turin gegründetes Designerkollektiv. Es bestand aus Giorgio Cerretti, Pietro Derossi, Carlo Gianmarco, Riccardo Rosso und Maurizio Vogliazzo und gehörte der design radical-Bewegung an. 1972 nahmen sie an der Ausstellung „Italy – the New Domestic Landscape“ des Museum of Modern Art in New York mit den Sitzobjekten Pratone und Torneraj, auch Tornerai geschrieben, teil. 1978 an der La Biennale di Venezia 1978. From Nature to Art, from Art to Nature. Ein weiteres bekanntes Sitzobjekt ist Puffo in der Form eines Schaumkusses.

## Pratone

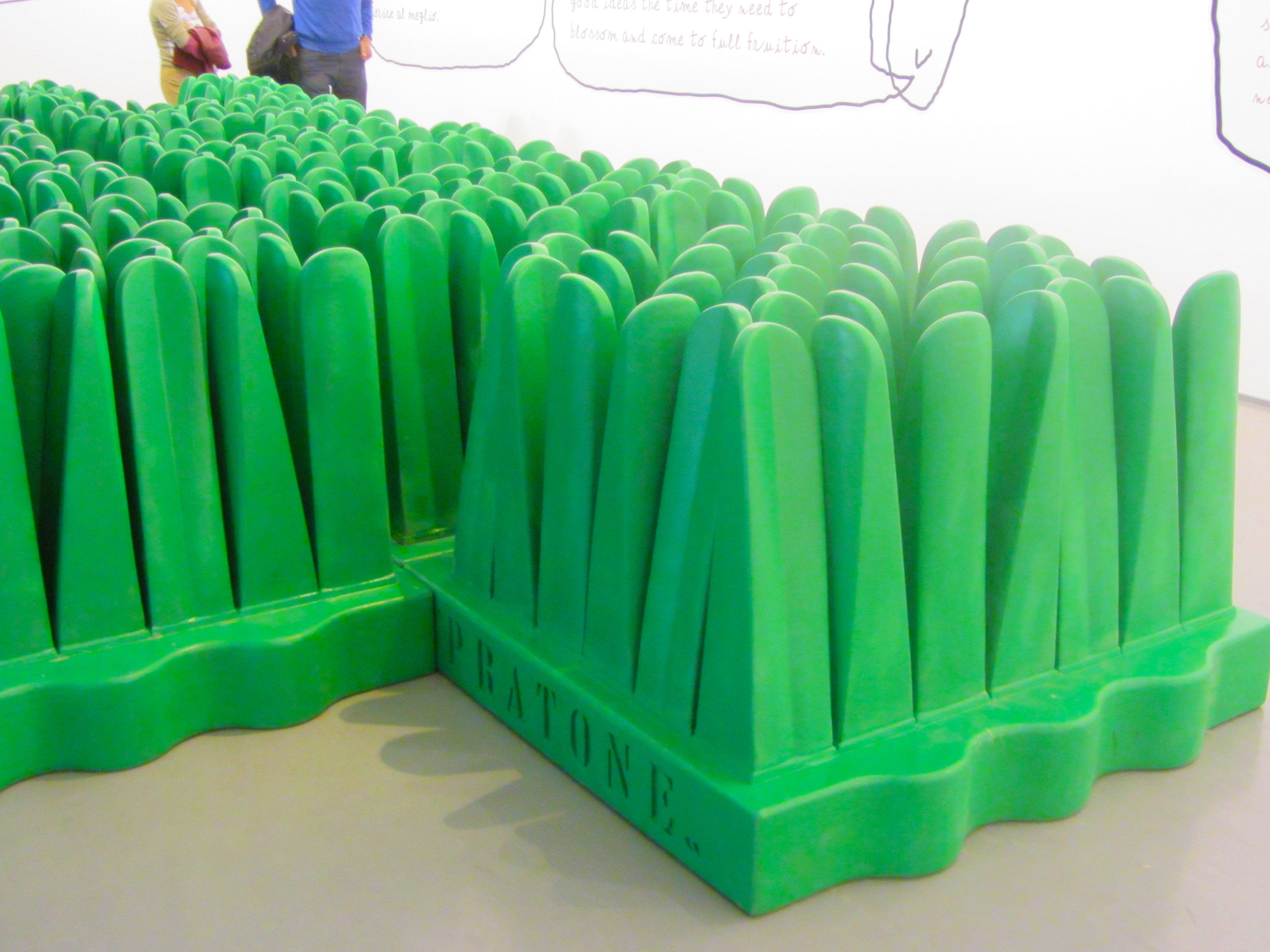
Sitzobjekt Pratone

Das Sitzobjekt Pratone besteht aus grün gefärbten Polyurethanschaum. Es misst 140 × 140 × 95 cm und wiegt 52 kg. Es wurde von der Firma Gufram produziert. Die Firma beschloss 1986 die Auflage auf 200 Stück zu limitieren. Zwischen 1986 und 1996 stellte sie 16 Exemplare her. Diese Objekte wurden vorwiegend an Museen und Galerien verkauft. Exemplare sind heute z. B. in der Sammlung der Pinakothek der Moderne in München und im Vitra Design Museum in Weil am Rhein zu sehen. Insgesamt hatte Gufram damals ca. 60 Pratone produziert. Über den derzeitigen Absatz liegen keine Angaben vor.

## Ausstellungen
- 1972 MOMA exhibition “Italy: the new domestic landscape”
- 1978 La Biennale di Venezia 1978. From Nature to Art, from Art to Nature – La Biennale di Venezia, Venice
- 2001 Architecture radicale – IAC – Institut d'art contemporain Villeurbanne/Rhône-Alpes, Villeurbanne
- 2007 Design contre Design – Deux siècles de créations – Galeries nationales du Grand Palais, Paris
- 2011 Le fabbriche dei sogni – IV edizione – Triennale Design Museum (TDM), Milano
- 2011 Creative Junctions – 1st Bejing International Design Trienal (BIDT) – China National Museum, Peking